# Kurtis Mantronik
Kurtis el Khaleel (em árabe: خليل; Spanish Town, 4 de setembro de 1965), conhecido pelo nome artístico de Kurtis Mantronik, é um DJ, remixer e produtor de hip-hop, electro e música eletrônica jamaicano. Mantronik foi o fundador e líder do inovativo e influente grupo Mantronix. Atualmente Mantronik vive na Inglaterra, onde produz house e techno além de remixar canções de artistas como Junior Senior, Kylie Minogue, Fatboy Slim, The Chemical Brothers, Michael Gray, Victoria Beckham, Liberty X e Mim.

## História

### Primórdios e a era Mantronix (1984–1991)
Mantronik nasceu na Jamaica de um pai sírio-jamaicano e mãe jamaicana. Emigrou para o  Canada com sua família aos 7 anos, e se estabeleceu em Nova Iorque em 1980 aos 15 anos de idade.
Em 1984, enquanto trabalhava na Downtown Records em Manhattan, Kurtis Mantronik, um imigrante jamaicano conheceu MC Tee, haitiano que morava no Brooklyn e que era um consumidor assíduo da loja.  A dupla logo gravou a primeira demo, "Fresh Is The Word," e assinou contrato com William Socolov da Sleeping Bag Records.

### Carreira solo (1998–presente)
Mantronik abandonou a indústria da música depois que o grupo Mantronix se desfez em 1991.  Mantronik explica esse desaparecimento da indústria em uma entrevista de Julho de 2002 para a revista Hip Hop Connection:
| “ | Eu abandonei a cena de 1991 até 1998 e parei de fazer música porque estava cansado. Eu comecei a fazer tudo isso aos 17 anos e trabalhando para o selo (Sleeping Bag Records) dia após dia não tinha tempo para mim. Algumas vezes eu ficava no estúdio por dois ou três dias e dormia no chão do estúdio porque eu não queria perder as marcações no console. Quando saíamos daquele lugar, estávamos verdes. Comecei a me resentir de tudo aquilo e me afastar de um monte de coisas. | ” |

### Discografia
Mantronik se mudou de Nova Iorque e ressurgiu na Inglaterra no final dos anos 90 produzindo seu primeiro disco solo, o bem-recebido I Sing the Body Electro (que apresentava a rapper feminina MC Traylude) em 1998. Em 1999 Mantronik lança seu segundo álbum solo: Live from the Bleeding Edge.

### Carreira como remixer e produtor
Desde 1998, Mantronik produziu e remixou faixas de artistas e grupos da cena pop, house e techno como Kylie Minogue, Junior Senior, Fatboy Slim, The Chemical Brothers, Victoria Beckham, Michael Gray, Liberty X (que em 2002, gravou uma cover de "Got To Have Your Love" do álbum de Mantronix de 1990 This Should Move Ya), e Mim (que fazia os vocais no EP de 2003 How Did You Know).
Mantronik também produziu música para os jogos de videogame Dance Dance Revolution e TrickStyle.
Mantronik é atualmente artista contratado da gravadora Eye Industries sediada em Londres e se mantem ativo como artista de música eletrônica.

## Discografia com Mantronix

### Álbuns
| Informação geral |
| --- |
| Mantronix: The Album - Lançamento: 1985 - Singles: "Fresh Is The Word", "Bassline", "Needle To The Groove", "Ladies"                       |
| Music Madness - Lançamento: 1986 - Singles: "Who Is It?", "Scream", "We Control The Dice"                                                  |
| In Full Effect - Lançamento: 1988 - Singles: "Simple Simon", "Join Me Please...", "Do You Like...Mantronik?"                               |
| This Should Move Ya - Lançamento: 1990 - Certificação RIAA: Ouro - Singles: "Got To Have Your Love", "Take Your Time (Featuring Wondress)" |
| The Incredible Sound Machine - Lançamento: 1991 - Singles: "Don't Go Messin' With My Heart", "Step To Me"                                  |

## Discografia solo

### Álbuns
| Informação geral |
| --- |
| I Sing the Body Electro - Lançamento: 11 de Setembro de 1998 - Singles: "Push Yer Hands Up," "Mad," "King Of The Beat (v3.0)," "Bass Machine Re-tuned" |
| Live from the Bleeding Edge - Lançamento: 1999 |